# Регаладо, Педро
Святой Педро (Пётр) Регаладо (исп. Pedro Regalado, 1390, Вальядолид — 30 марта 1456, святилище Сан-Педро-Регаладо, Аранда-де-Дуэро) — испанский монах (францисканец-конвентуал и реформатор.
Родился в Вальядолиде в богатой аристократической семье. В детстве потеряв отца, воспитывался благочестивой и добродеятельной матерью. В возрасте десяти лет Педро умолял принять его в монастырь францисканцев-конвентуалов, и три года спустя стал послушником в монастыре родного города. Был одним из первых учеников Педро де Вильякресеса, который в 1397 году провёл в Испании реформу обряда.
Проводил жизнь в уединении, молитвах и бедности в недавно основанном монастыре в Агилере. В 1415 году он стал настоятелем монастыря в Агилере, а после смерти де Вильякресеса в 1422 году также монастыря в Трибулосе (дель Абройо). Провёл много важных дисциплинарных реформ в испанских монастырях. Соблюдал девять постов на хлебе и воде, совершал чудеса и пророчествовал. В 1442 году был назначен главой всех испанских францисканцев в своей реформаторской группе. Занимался благотворительностью.
После смерти Регаладо в 1456 году его могила стала местом паломничества. Когда 36 лет спустя его тело было эксгумировано по распоряжению королевы Изабеллы, оно было найдено нетленным и помещено в более изысканную гробницу.
Беатифицирован 11 марта 1684 года папой Иннокентием XI, канонизирован 29 июня 1746 года папой Бенедиктом XIV.
День памяти — 13 мая (день перенесения мощей).